# Константин Вороњец
Константин Петрович Вороњец (рус. Константин Петрович Воронец; Кијев, 30. јануар 1902 — Београд, 19. октобар 1974) био је српски универзитетски професор и академик. Вороњец је био професор на Машинског факултета у Београду а од 1963. биран је за редовног члана Српске академије наука и уметности (САНУ).

## Биографија
Рођен је 17./30. јануара 1902. године у Кијеву, Руска Империја. Син професора Кијевског политехничког института Кијевског универзитета, шефа катедре за механику, др Петра Васиљевича Вороњеца (Петр Васильевич Воронец), рођ. у Царском селу (22.6.1871-1922), специјалисте у области теоријске механике. Пореклом из наследног дворјанства (племства) Смоленске губерније (грана старог рода пореклом од шљахте са грбом Љубич, записана у 6. поглављу родословних књига Смоленске и Вороњешке губерније).
Константин Петрович Вороњец је завршио основну школу и кијевску гимназију. Након завршене гимназије мобилисан је у Белу Армију са којом се преко Румуније повлачио и дошао у Београд, док је породица остала у Кијеву. По долску у Београд уписује Природно-математички факултет у Београду (област механике и математике) и завршава га 1925. године. Умро је 19. октобра 1974, Београду, као пензионисани професор Универзитета у Београду и редовни члан Српске академије наука и уметности (САНУ).

### Радна биографија
Одмах након дипломирања на Природно-математичком факултету у Београду К. Вороњец добија посао професора математике у гимназији у Крушевцу у којој ради од августа месеца 1925. године до новембра месеца 1930. године. Професорски испит полаже 1929. године а све време рада у гимназији ради и на свом усавршавању тако да је у то време израдио докторску дисертацију из рационалне механике са називом: Котрљање чврстог тела по еластичној подлози коју је одбранио 1930. године, пред комисијом тада најеминентнијих наших професора М. Петровића, М. Миланковића и А. Билимовића. Већ у новембру исте године одлази у Париз ради даљег усавршавања и запошљава се у Институту за механику флуида при Универзитету у Сорбони где је имао прилике да сарађује са познатим професором Д. Рјабушинским. Иако је посао добио као математичар да помогне у решавању математичких проблема механике флуида рад са професором Рјабушинским утицао је на младог К. Вороњеца тако да је механика флуида постала његово животно опредељење. Из те области је 1934. године одбранио докторску дисертацију на Универзитету у Паризу под насловом: Sur les perturbations provoquées dans le mouvement d´un fluide par des variations de la temperature и стекао титулу доктора математичких наука.
По повратку у земљу 1935. године запошљава се у осигуравајуће друштво Југословенски Феникс и убрзо постаје у њему шеф математичког одељења. Пред сам рат прелази у Задружно осигурање Савеза набављачких задруга државних службеника где ради током целе окупације. После ослобођења постаје шеф математичког одељења ДОЗ-а (Државни осигуравајући завод) где ради до јуна 1947. године када је изабран за сталног хонорарног наставника на Машинском факултету у Београду на коме ради све до пензионисања .
Године 1949. је постављен за хонорарног сарадника Математичког института Српске академије наука и уметности (САНУ), а мало касније и за спољнег сарадника Машинског института Српске академије наука и уметности (САНУ). За дописног члана Српске академије наука и уметности (САНУ) изабран је 30. јануара 1958. године а за редовног члана 5. децембра 1963. године.

### Наставна делатност
Наставну делатност је К. Вороњец започео у гимназији у Крушевцу 1925. године, као професор математике, одмах након дипломирања на Природно-математичком факултету у Београду, прво је био суплент а затим и професор. Професорски испит полаже 1929. године а у гимназији ради све до новембра месеца 1930. године када одлази у Париз на даље усавршавање.
По ослобођењу земље у јуну месецу 1947. године бива изабран за сталног хонорарног наставника на Машинском факултету у Београду за предмет Механика флуида, а 1951. године изабран је и постављен за ванредног професора на истом факултету. Године 1954. године је изабран за редовног професора и са те функције је отишао у пензију. За време свог рада на Машинском факултету у Београду професор К. Вороњец је формираљо катедру за Механику флуида којом је руководио до одласка у пензију, једно време је на факултету поред свих дужности обављао и функцији продекана за наставу Машинског факултета.
Наставно-педагошка активност проф. К. Вороњеца није се ограничила само на Универзитет у Београду већ се шири и на факултете у унутрашњости земље као и на иностранство, где је повремено држао специјалистичке курсеве и кратка предавања о савременим темама из области механике флуида, и на тај начин преносио своја богата искуства на стручни и научни подмладак.
Педагошка делатност проф. К. Вороњеца се огледа, пре свега у образовању великог броја инжењера и научних кадрова широм земље као и руковођењу великим бројем докторских дисертација, што је као резултат дало велики број научних и стручних следбеника тако да је и у свету постала позната као Београдска школа Механике флуида чији је родоначелник био проф. К. Вороњец. Његов приступ је био следећи:
Данас се под Механиком флуида подразумева наука која се бави проучавањем законитости у кретању течности и гасова кроз ма какав простор или при опструјавању чврстих тела. Значај Механике флуида у савременој цивилизацији веома је велики јер нема, такорећи, гране технике где се не би користили резултати добивени проучавањем кретања течности или гасова. Низ машина, као што су пумпе, турбине, компресори, мотори са унутрашњим сагоревањем и др., искоришћавају снагу воде, паре или гасова. Прорачун водоводних и канализационих постројења основа се на проучавању кретања воде у цевима. Пловни канали, каде за наводњавање, преливи, бране, насипи, акумулацијска језера, лучка постројења и друга не би могли бити саграђени када се не би познавала физичка својства воде и закони њеног кретања. Грађење бродова, подморница, авиона, ракета и њихово искоришћавање заснива се, такође на физичким законима који су откривени истраживањима у области Механике флуида. ... 
из приступне беседе Механика флуида је грана и математичких и техничких наука одржане у Српској академији наука и уметности (САНУ) 1963. године.
У нашем народу постоји изрека „Испод храста трава не расте.", породица Вороњец припада изузецима из овог правила. Отац професора К. Вороњеца, Петар Васиљевич Вороњец је био професор теоријске механике на Кијевском универзитету, а син професора К. Вороњеца, Димитрије К. Вороњец је такође био професор на Машинском факултету Универзитета у Београду и успешан научни радник.

### Књиге
У току свог рада проф. Константин Вороњец је поред научно стручних радова, објављених у земљи и иностранству (око 40), написао је и 5 универзитетских уџбеника из разних грана механике флуида, од којих су неки први пут штампани на српском језику.
- Вороњец, Константин (1951). Техничка хидромеханика (на језику: (језик: српски)). Београд: Научне књига.
- Voronjec, Konstantin; Obradović, Nikola (1960). Mehanika fluida (на језику: (језик: српски)). Београд: Građevinska knjiga. стр. 338.
- Вороњец, Константин (1969). Допуна курсу Механике флуида (на језику: (језик: српски)). Београд: Машински факултет. стр. 230.
- Voronjec, Konstantin (1969). Dinamika gasova : poslediplomski kurs na Mašinskom fakultetu (на језику: (језик: српски)). Београд: Mašinski fakultet. стр. 154.

## Признања
За свој дугогодишњи рад академик Константин Вороњец је добио следећа признања:
- Орден рада са црвеном заставом 1965, и
- Бројне плакете и захвалнице.

Био је такође члан многих домаћих и страних струковних друштава као што су:
- Српске академије наука и уметности (САНУ)
- Југословенског друштва за механику,
- Математичког института Србије,